# Luis Hernán Álvarez
Luis Hernán Álvarez (Curicó, Chile, 21 de marzo de 1938-Ibidem, Chile, 23 de enero de 1991.), fue un futbolista chileno que jugaba en la posición de delantero, cumpliendo sus mejores campañas en el club Colo-Colo, donde estableció la marca de 37 goles en una temporada, en 1963.

## Trayectoria

### Como jugador
Dio sus primeros pasos en el fútbol amateur curicano, integrando los clubes Wellington y Guerrilleros, para pasar luego a la Escuela Normal, donde logró consolidar su éxito local y participar en 1957, con solo 18 años de edad, de la selección de fútbol de Curicó, equipo con el cual participó en el XXVII Nacional de Fútbol Amateur, torneo jugado en María Elena, donde fue el goleador del campeonato con 7 goles, junto con Ramón Estay, seleccionado de Iquique.
Debido a esto, es contratado por Colo-Colo al año siguiente, iniciando así su carrera profesional. Allí se matriculó de ídolo para los hinchas albos, sobre todo por su recordada campaña en la temporada de 1963, torneo en el que resultó goleador con 37 tantos en 33 partidos jugados, y además, instaurando un récord absoluto en el fútbol chileno, como el jugador que más goles anotó en una sola temporada, marca que igualó Lucas Barrios en 2008 en 46 partidos jugados, también jugando por Colo-Colo. 
Dicha marca fue superada por Patricio Galaz, quien jugando por Cobreloa en 2004, logró un registro de 42 goles, en 50 partidos jugados
Jugó en el Cacique entre el año 1958 y 1965, ganando 2 torneos de Primera División, y la Copa Chile 1958, la primera edición de la copa, anotando un gol en la final contra la Universidad Católica. En el club albo anotó 102 goles en 146 partidos jugados. Una rebelde dolencia hepática abrevió su carrera en el cuadro popular.
En la temporada 1966 llegó a Magallanes, donde fue el goleador de su equipo con 13 goles convertidos. Y al año siguiente jugó en el Alianza Fútbol Club de El Salvador, equipo donde fue campeón del Torneo de ese año.
En 1968 vuelve al país, para vestir la camiseta de Green Cross, debutando en el Torneo Provincial, marcando un gol en el triunfo del equipo cruz verde sobre Deportes Concepción. Ese año fue más suplente que titular y sólo convirtió 2 goles.
En 1969 dio por finalizada su carrera en el club Club de Deportes Antofagasta Portuario, debutando el 9 de marzo, en el Estadio Regional de Antofagasta con triunfo del equipo local sobre Huachipato por 2-1. A fin de año su estadística registra 6 goles convertidos.
En toda su carrera profesional marcó 168 tantos, siendo actualmente el 12° goleador histórico de la Primera División chilena.

### Como entrenador
Luego de aquello se titula de entrenador (fue técnico de Curicó Unido en tres períodos, uno de ellos en Tercera División) y ayuda en la formación de jugadores tanto en su ciudad natal con la Escuela Municipal de Fútbol de Curicó (luego renombrada Juventud 2000) como en la Escuela de Fútbol de Colo-Colo, en Santiago, trabajo que realizaba exitosamente cuando enfermó y regresó a Curicó, donde le sorprendió la muerte.

## Selección nacional
Fernández disputó 4 partidos con la selección de fútbol de Chile, marcando un gol. Fue nominado por el entrenador Fernando Riera para integrar la nómina del Campeonato Sudamericano 1959 jugado en Argentina.

### Participaciones en Copa América
| Torneo                       | Sede      | Resultado     |
| ---------------------------- | --------- | ------------- |
| Campeonato Sudamericano 1959 | Argentina | Quinto puesto |

## Vida personal
Álvarez estuvo casado con Fresia Valenzuela (fallecida en diciembre del 2015) y fue padre de Iván Marcelo, Cristián Andrés, Luis Hernán, José Romilio y Jorge Omar, de los cuales los dos primeros destacan en el fútbol profesional, sobre todo Cristián quien es ídolo de la Universidad Católica y siendo convocado en múltiples oportunidades a la Selección chilena.
Falleció el 23 de enero de 1991, debido a un cáncer de estómago, en su hogar rodeado de su familia y amigos cercanos.
El Estadio ANFA de Curicó fue bautizado como Estadio Luis Hernán Álvarez en su honor.

## Clubes

### Como futbolista
| Club                  | País        | Año       |
| --------------------- | ----------- | --------- |
| Colo-Colo             | Chile       | 1958-1965 |
| Magallanes            | Chile       | 1966      |
| Alianza Fútbol Club   | El Salvador | 1967      |
| Green Cross-Temuco    | Chile       | 1968      |
| Antofagasta Portuario | Chile       | 1969      |

### Como entrenador
| Club         | País  | Año  |
| ------------ | ----- | ---- |
| Curicó Unido | Chile | 1978 |
| Curicó Unido | Chile | 1979 |
| Curicó Unido | Chile | 1981 |

## Palmarés

### Campeonatos nacionales
| Título                          | Club       | País        | Año       |
| ------------------------------- | ---------- | ----------- | --------- |
| Copa Chile                      | Colo-Colo  | Chile       | 1958      |
| Primera División                | Colo-Colo  | Chile       | 1960      |
| Primera División                | Colo-Colo  | Chile       | 1963      |
| Primera División de El Salvador | Alianza FC | El Salvador | 1966-1967 |

### Títulos internacionales
| Título                           | Equipo  | País        | Año  |
| -------------------------------- | ------- | ----------- | ---- |
| Copa de Campeones de la Concacaf | Alianza | El Salvador | 1967 |

### Distinciones individuales
| Distinción                                                      | Año  |
| --------------------------------------------------------------- | ---- |
| Goleador del XXVII Campeonato Nacional Fútbol Amateur de Chile. | 1957 |
| Mejor Deportista Fútbol Amateur de Chile.                       | 1957 |
| Goleador Primera División chilena                               | 1963 |